# Emmett (Idaho)
Emmett is een plaats (city) in de Amerikaanse staat Idaho, en valt bestuurlijk gezien onder Gem County.

## Demografie
Bij de volkstelling in 2000 werd het aantal inwoners vastgesteld op 5490.
In 2006 is het aantal inwoners door het United States Census Bureau geschat op 6284, een stijging van 794 (14,5%).

## Geografie
Volgens het United States Census Bureau beslaat de plaats een oppervlakte van
4,7 km², geheel bestaande uit land.

## Plaatsen in de nabije omgeving
De onderstaande figuur toont nabijgelegen plaatsen in een straal van 28 km rond Emmett.

## Geboren
- Brad Little (1954), gouverneur van Idaho
- Aaron Paul (1979), acteur